# Teodor Ripecki
Teodor Ripecki (ukr. Теодор Ріпецький, ur. 1861 w Samborze, zm. 1901) – ukraiński działacz społeczny, pisarz, ksiądz greckokatolicki.
Był założycielem i dyrektorem Towarzystwa Wyrobu i Sprzedaży Sprzętów Cerkiewnych „Ryznycia” i dyrektorem Instytutu Wdów i Sierot po Księżach Greckokatolickich. Autor wielu prac historycznych i religijnych, m.in. Iljustrowannaja narodna istorija Rusy (1890), Wybrani żyttja swjatych (1890), Hospodni i Bohorodyczni praznyky (2 tomy). 
Był ojcem Wsewołoda, Myrosława, Ołeksandra i Stepana.